# Arlington House
Arlington House, também conhecido como Memorial de Robert Lee, é um palácio dos Estados Unidos construído num estilo revivalista da arquitetura grega. Localiza-se no Condado de Arlington, estado norte-americano da Virgínia, tendo servido, em tempos, de residência ao General Confederado Robert E. Lee. O edifício tem uma vista panorâmica sobre o Rio Potomac, estando alinhado com o National Mall, em Washington, D.C.. Durante a Guerra Civil Americana, os campos do palácio foram seleccionados como local para o Cemitério Nacional de Arlington, em parte para assegurar que o General Lee nunca mais pudesse regressar à sua casa. No entanto, o Governo dos Estados Unidos designou, mais tarde, o palácio como um memorial nacional ao seu antigo opositor, um marco de profundo respeito por Lee, tanto no Norte como no Sul.

## Construção e história inicial

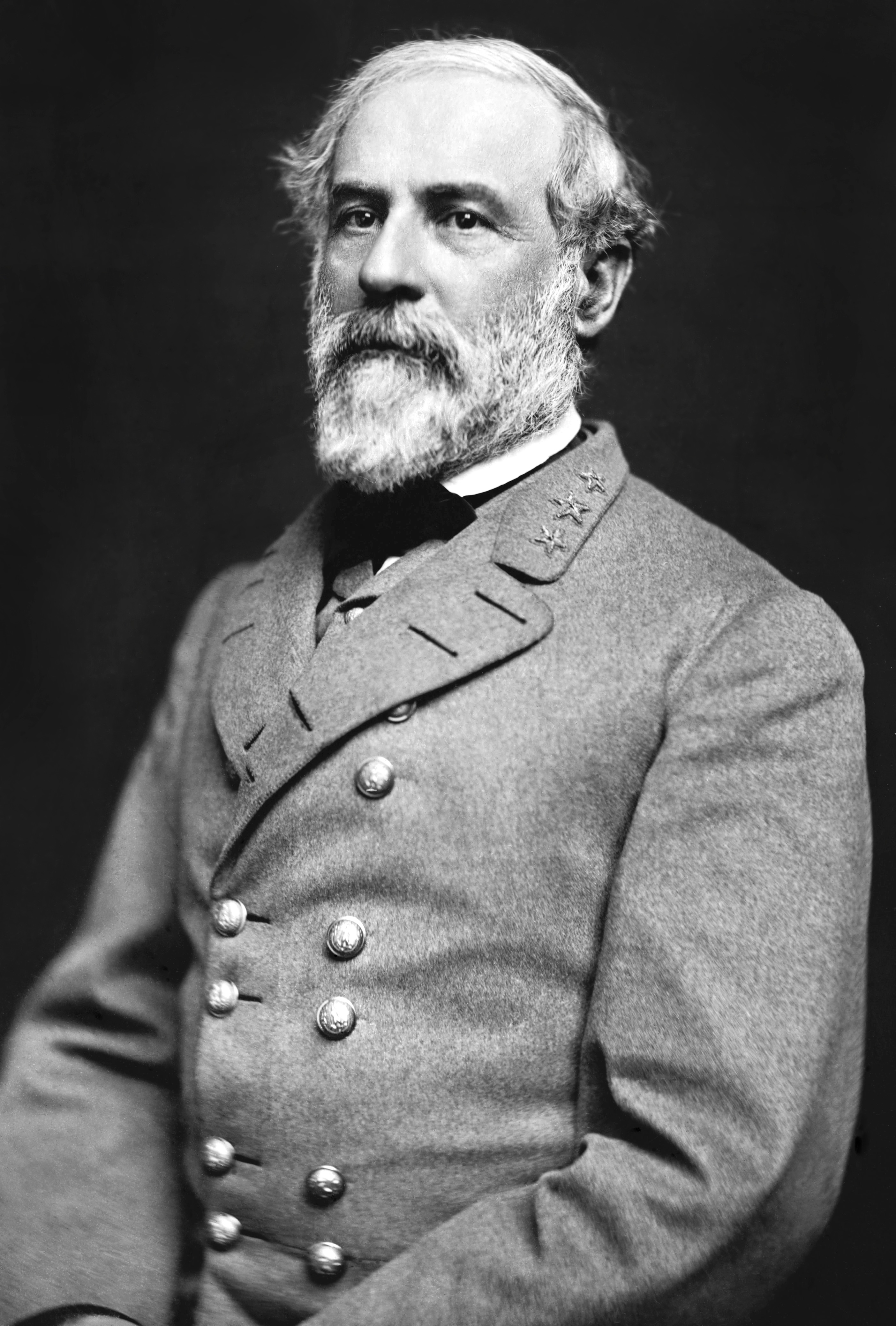
Robert Edward Lee, General dos Estados Confederados da América.

Arlington House foi construído por ordem de George Washington Parke Custis, um neto de Martha Washington (pelo seu primeiro casamento), a esposa de George Washington, e o mais proeminente residente da área administrativa conhecida, então, como Condado de Alexandria. O palácio foi construído numa propriedade com 445 hectares (1100 acres) que o pai de Custis, John Parke Custis, comprara em 1778. Custis chamou o edifício de Arlington em referência à propriedade rural que a família possuía na Costa Leste da Virgínia. George Hatfield, um arquitecto inglês que também trabalhara no desenho do Capitólio dos Estados Unidos, desenhou o projecto para o palácio dos Curtis. As alas norte e sul foram concluídas entre 1802 e 1804. A grande secção central e o pórtico, apresentando uma imponente fachada de 43 metros de comprimento, foram concluídos treze anos depois. Os elementos mais proeminentes no edifício são as oito colunas maciças do pórtico, cada uma delas com 1,5 metros de diâmetro.
Sendo Custis um dos mais proeminentes habitantes da região, não causa estranheza que a sua residência tenha recebido muitos dos homens mais famosos da época, incluindo Gilbert du Motier, Marquês de La Fayette, que a visitou em 1824. Em Arlington, Custis experimentou novos métodos de pecuária e agricultura. A propriedade também incluía Arlington Spring, uma área de picnic nas margens do Potomac que Custis construiu, originalmente, para uso privado mas mais tarde abriu ao público, operacionalizando-o como um empreendimento comercial.

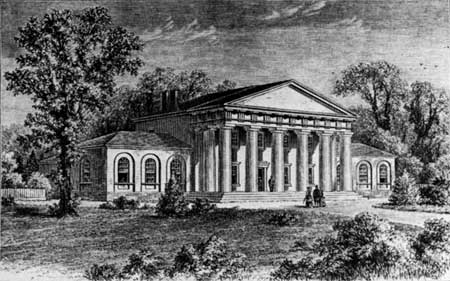
Arlington House num esboço anterior a 1861, embora só publicado em 1875

A única filha de Custis a chegar à idade adulta foi Mary Anna Randolph Custis. O jovem Robert E. Lee, cuja mãe era uma prima de Mrs. Custis, visitava frequentemente Arlington. Dois anos depois de se graduar por Academia Militar dos Estados Unidos (West Point), o Tenente Lee casou com Mary Custis em Arlington, no dia 30 de junho de 1831. Durante 30 anos, Arlington House serviu de lar aos Lee. Estes passaram grande parte da sua vida de casados viajando entre os postos de dever do Exército dos Estados Unidos (U.S. Army) e Arlington, onde nasceram seis dos seus sete filhos. O casal partilhou a sua casa com os pais de Mary, os Custis.
Quando George Washington Parke Custis morreu, em 1857, deixou a propriedade ao seu neto mais velho, George Washington Custis Lee, com usufruto para a sua filha, Mrs. Lee, enquanto esta vivesse. A propriedade precisava de grandes reparações e reorganização, pelo que Lee, como executor, tirou uma licença do Exército até 1860 para iniciar as necessárias melhorias agrícolas e financeiras.

## Guerra Civil

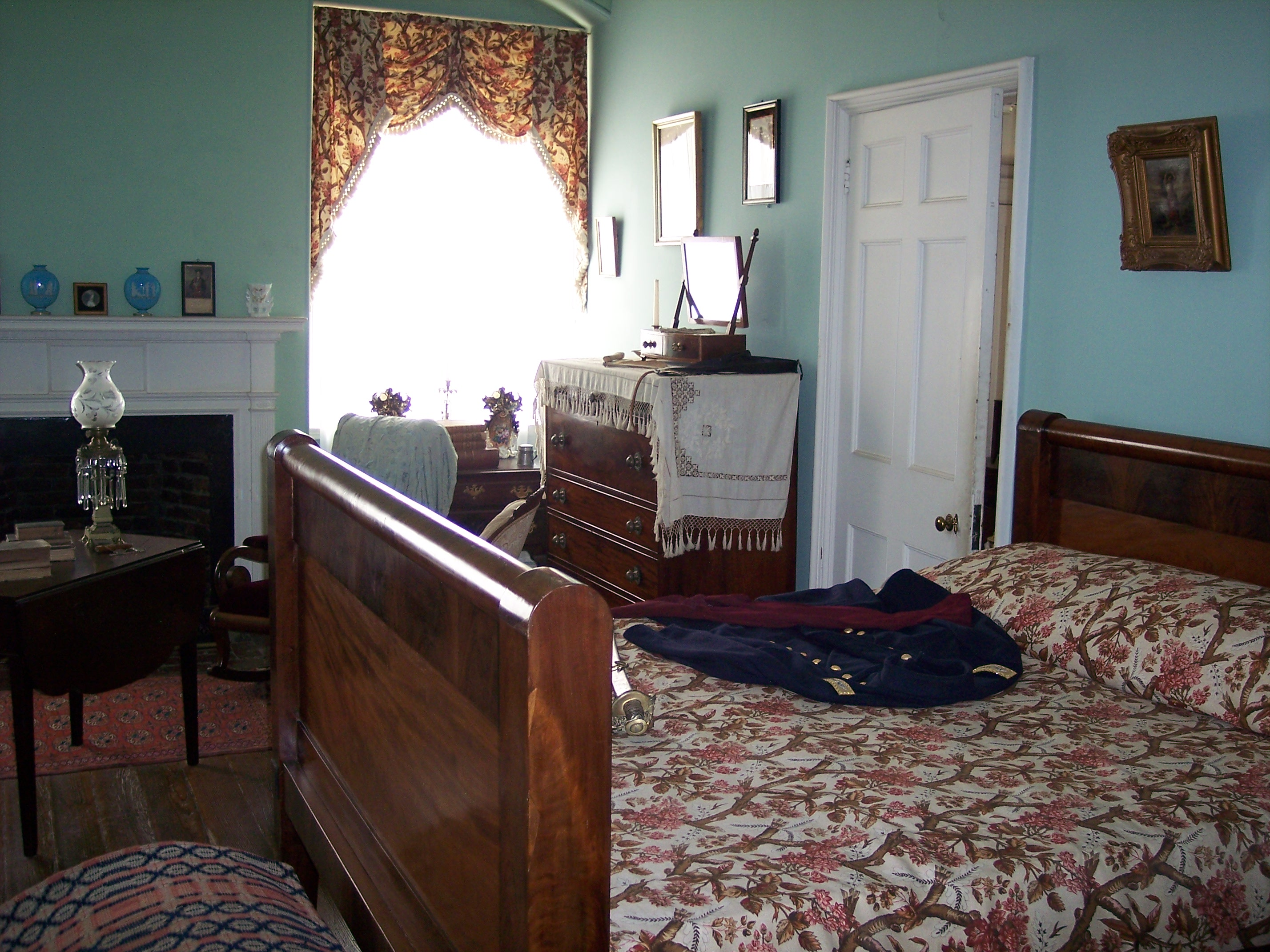
O quarto do segundo andar de Arlington House que Lee partilhava com a sua esposa, restaurado para aparecer como era originalmente. Vê-se sobre a cama uma réplica do uniforme do U.S. Army pertencente ao Coronel Lee

Com o deflagrar da Guerra Civil, em 1861, o estado da Virgínia separou-se da União. Ao Coronel Robert E. Lee, na época a servir o U.S. Army havia 35 anos, foi oferecido o comando do Exército da União. Lee, no entanto, sentiu que não podia virar as costas aos cidadãos do seu estado natal da Virgínia e decidiu resignar à sua comissão no exército, o que fez por escrito enquanto ainda vivia em  Arlington House. Depois da sua resignação, Lee apresentou-se ao dever em Richmond, como comandante do Exército Provisório da Virgínia; pouco depois juntou-se ao Exército dos Estados Confederados e foi promovido a general. Lee estava preocupado com a segurança da sua esposa que ainda residia no palácio, tendo-a convencido a deixar a propriedade, pelo menos temporariamente. Entretanto, Mary colocou alguns valores da família em segurança.
As forças federais ocuparam a propriedade de Lee um mês depois de Fort Sumter, tendo usado o edifício  como quartel-general para os oficiais que supervisionavam alguns dos fortes que faziam parte da defesa de Washington. Muitas das restantes possessões da família foram movidas, sob tutela, para o "Old Patent Office Building". No entanto, alguns elementos, incluindo um pouco da herança de Mount Vernon, já havia sido saqueado e dispersado.
Em 1864, os cemitérios militares de Washington e Alexandria foram lotados com mortos da União, pelo que o General Intendente Montgomery C. Meigs seleccionou rapidamente Arlington como local para um novo cemitério. Meigs, um georgiano que servira às ordens de Lee no U.S. Army e que odiava os companheiros sulistas que lutavam contra a União, ordenou que os túmulos fossem colocados mesmo à porta do palácio, para prevenir qualquer regresso dos Lee. O próprio Meigs supervisionou o enterro de 26 soldados unionistas no roseiral de Mrs. Lee. Em Outubro, o próprio filho de Meigs foi morto na guerra e também ele foi sepultado em Arlington.
Nem Robert E. Lee nem a sua esposa voltaram a entrar em Arlington House. Mary Custis Lee visitou os campos pouco antes de morrer, mas foi dominada pelas emoções e não conseguiu entrar no palácio da sua família.

## Pós-guerra

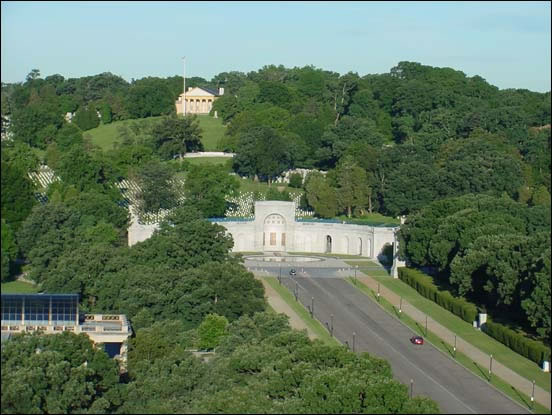
A Memorial Drive conduz desde o Lincoln Memorial, através do Rio Potomac, até à entrada do Cemitério Nacional de Arlington, com o pórtico de Arlington House visível no topo.

O governo federal confiscou a posse de Arlington House em 1864, afirmando que os impostos de propriedade não haviam sido pagos. Robert E. Lee e a sua esposa nunca disputaram legalmente a restituição do edifício. Em 1870, depois da morte do seu pai, George Washington Custis Lee, o filho mais velho de Robert E. Lee, moveu um processo no Tribunal de Circuito de Alexandria, o qual resultou numa decisão posterior do Supremo Tribunal, de 1882, a qual garantia, apenas, a entrega de compensações a Custis Lee pelo edifício e pelos 1.100 acres da propriedade. Lee pedia inicialmente 300.000 dólares, no entanto, o tribunal apenas lhe entregou 150.000, considerando o justo valor de mercado da propriedade.

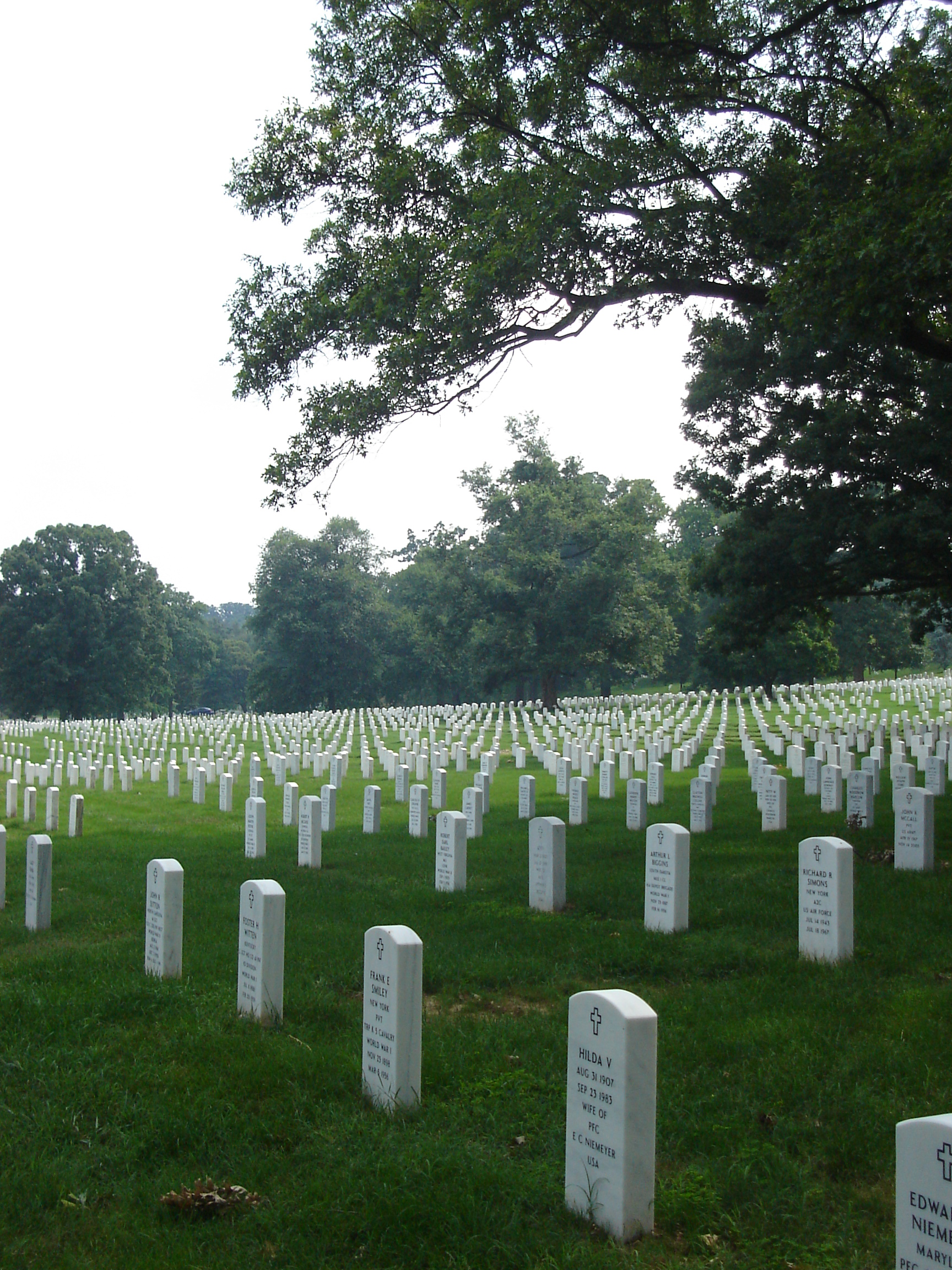
Lápides no Cemitério Nacional de Arlington.

Em 1920, a Assembleia Geral da Virgínia rebaptizou o Condado de Alexandria como Condado de Arlington, em honra a Robert E. Lee e para pôr um ponto final na confusão que se gerara entre o Condado de Alexandria e a cidade independente de Alexandria.
Em 1925, o Departamento de Guerra começou a restaurar Arlington House, sendo o controle do palácio transferido para o Serviço Nacional de Parques em 1933. O Congresso designou o palácio como um memorial a Lee em 1955, sendo inscrito no Registo Nacional de Lugares Históricos em 1966.
Atualmente o palácio é gerido pelo Serviço Nacional de Parques como um memorial a Robert E. Lee, enquanto as terras que o rodeiam, onde está instalado o Cemitério Nacional de Arlington, são administradas pelo Departamento do Exército.